# Musikjahr 1640
Liste der Musikjahre

◄◄ | ◄ | 1636 | 1637 | 1638 | 1639 | Musikjahr 1640 | 1641 | 1642 | 1643 | 1644 | ► | ►►

Weitere Ereignisse
Dieser Artikel behandelt das Musikjahr 1640.

## Ereignisse

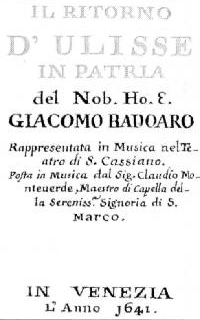
Claudio Monteverdi – Il ritorno d’Ulisse in patria; Titelseite des Librettos, Venedig 1641

- Die Oper Il ritorno d’Ulisse in patria (deutsch Die Heimkehr des Odysseus) von Claudio Monteverdi wird in der Karnevalssaison in Venedig, vermutlich im Teatro Santi Giovanni e Paolo oder Teatro San Cassiano uraufgeführt. Vorlage für das Werk ist die Odyssee von Homer.
- Francesco Cavallis Oper Gli amore di Apollo e di Dafne auf ein Libretto von Busenello nach Ovid wird im Teatro San Cassiano uraufgeführt.

## Instrumental- und Vokalmusik (Auswahl)
- Agostino Agazzari – Musicum encomium, divini nominis, simplicibus..., Rom: Vincenzo Blanco
- Angelo Michele Bartolotti – Libro primo di chitarra spagnola, Florenz
- Scipione Dentice – zweites Buch der Madrigali spirituali zu fünf Stimmen, Neapel: Ottavio Beltrano
- Noé Faignient – 2 Chansons, in: „Livre septieme des chansons vulgaires“, Amsterdam
- Giovanni Girolamo Kapsberger – Libro quarto d'intavolatura di chitarrone, Rom

## Musiktheater
- Francesco Cavalli – Gli amore di Apollo e di Dafne, Uraufführung in Venedig
- Benedetto Ferrari – Il pastor regio, Uraufführung in Venedig
- Claudio Monteverdi – Il ritorno d’Ulisse in patria, Uraufführung in Venedig

## Musiktheoretische Schriften
- Pietro Della Valle – Della musica dell’età nostra che non è punto inferiore, anzi è migliore di quella dell’età passata

## Geboren

### Geburtsdatum gesichert

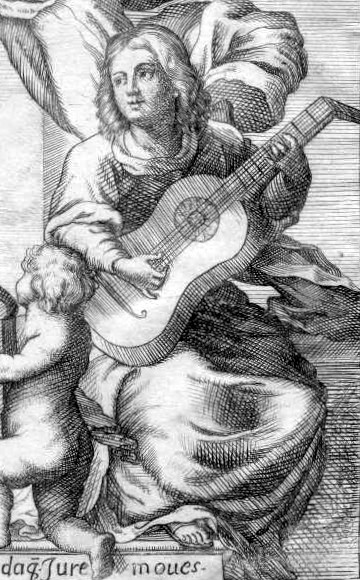
Gaspar Sanz; getauft 4. April

- 05. Januar: Paolo Lorenzani, italienischer Kapellmeister und Komponist († 1713)
- 29. Februar: Benjamin Keach englischer baptistischer Evangelist, Pastor, Lieddichter und Autor († 1704)
- 04. April (getauft): Gaspar Sanz, spanischer Komponist und Gitarrist († um 1710)
- 17. April: Ludmilla Elisabeth von Schwarzburg-Rudolstadt, deutsche Kirchenlieddichterin († 1672)
- 08. August: Amalia Katharina von Waldeck-Eisenberg, deutsche Lieddichterin († 1697)
- 17. August (getauft): Johann Christian Bach, Geiger und Direktor der Erfurter Stadtmusiker († 1682)
- 04. November: Carlo Mannelli, italienischer Komponist und Violinist († 1697)
- 15. November (getauft): Nicolaus Adam Strungk, deutscher Komponist († 1700)
- 26. Dezember: Carl Rosier, flämischer Komponist und Violinist († 1725)

### Genaues Geburtsdatum unbekannt
- Matteo Noris, italienischer Dichter und Opernlibrettist († 1714)

### Geboren um 1640
- Antonia Bembo, italienische Komponistin und Sängerin († um 1720)
- Francesco Beretta, italienischer Organist, Komponist und Kapellmeister († 1694)
- Hans Henric Cahman, schwedischer Orgelbauer deutscher Familienherkunft († 1699)
- Benet Soler, katalanischer Kapellmeister und Komponist als Musikmönch im Kloster Montserrat († 1682)

## Gestorben

### Todesdatum gesichert

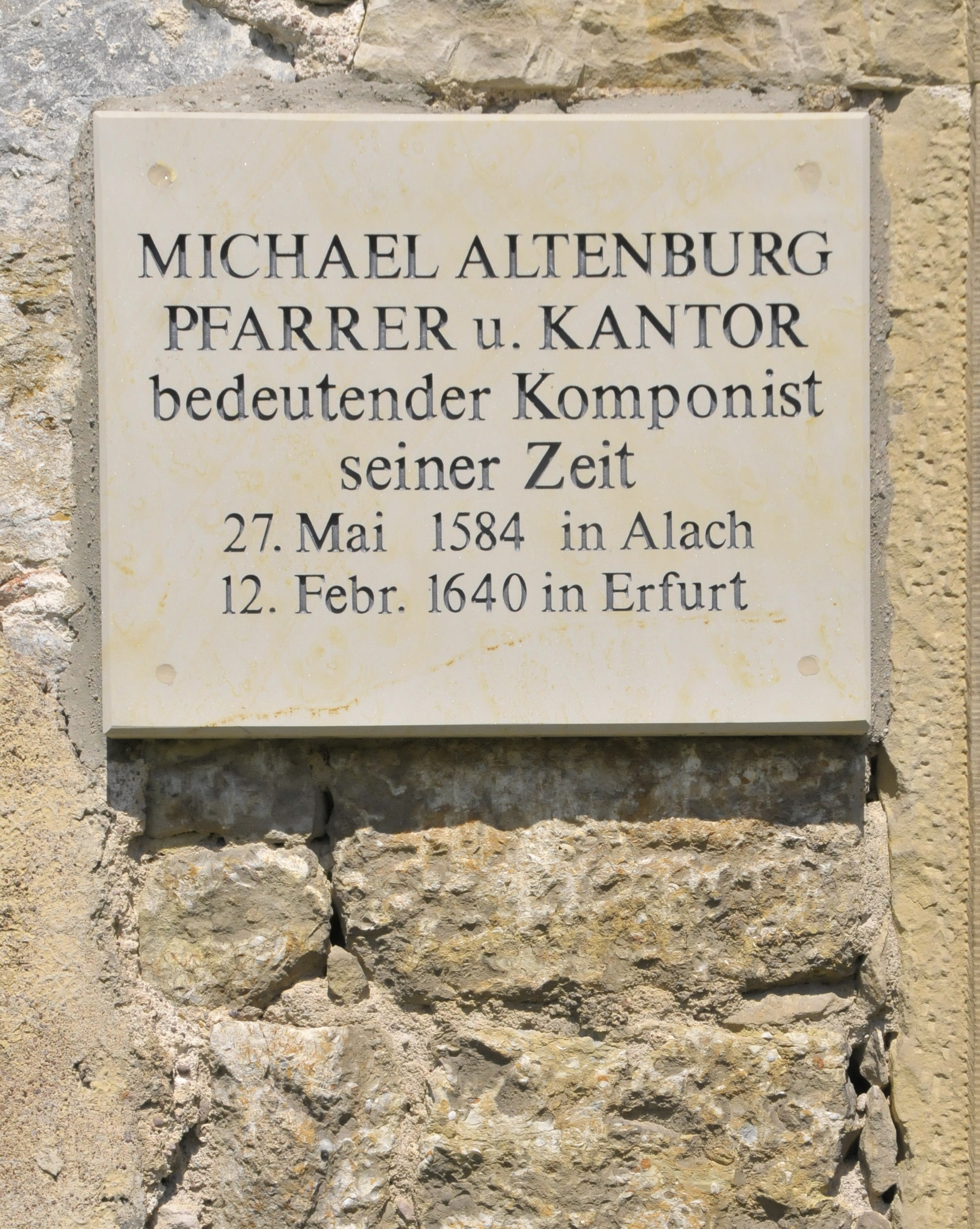
Gedenktafel für Michael Altenburg

- 12. Februar: Michael Altenburg, deutscher Komponist (* 1584)
- 10. April: Agostino Agazzari, italienischer Komponist und Musiktheoretiker (* 1578)
- 24. April: Hans Hillger, sächsischer Glocken- und Büchsengießer, Dresdner Bürgermeister (* 1567)
- 16. Juni (bestattet): Peter Hasse der Ältere, deutscher Organist und Komponist (* um 1575)
- 28. Juni: Kaspar von Questenberg, deutscher Geistlicher, Abt des Prämonstratenserstiftes Strahov (* 1571)
- 29. Juni: John Adson, englischer Komponist und Zinkenist (* um 1587)
- 25. November: Giles Farnaby, englischer Komponist (* um 1563)

### Genaues Todesdatum unbekannt
- Claudio Achillini, italienischer Philosoph, Theologe, Jurist, Mathematiker, Dichter und Librettist (* 1574)
- Francesca Caccini, italienische Sängerin und Komponistin (* 1587)
- Samuel Mareschall, franko-flämischer Komponist, Organist, Sänger und Pädagoge (* 1554)
- Biagio Tomasi, italienischer Organist und Komponist (* um 1585)